# Димитрије Ђурић
Димитрије Ђурић (Београд, 29. септембар 1838 — Београд, 19. октобар 1893) био је српски генерал, писац и академик.

## Биографија
Родио се у Београду 29. септембра 1838. године, од оца Ристе, ћурчије београдског, и мајке Велике. Његови родитељи воде порекло из Херцеговине. Основну школу и шест разреда гимназије учио је у Београду. У Артиљеријску школу је ступио као питомац 3. класе 29. октобра 1855. године. Каплар је постао 19. децембра 1856, поднаредник 16. новембра 1857, а наредник 14. јануара 1859. Школовање је завршио као девети у рангу, када је произведен у чин пешадијског потпоручника 19. августа 1860. Као државни питомац, децембра 1861. послат је на усавршавање у Берлин, где је у пруској војсци био на пракси у Главном генералшабу. Октобра 1864. године. отишао је, о свом трошку, на усавршавање у Русију, где је боравио до октобра 1867. Тамо је служио у више јединица руске војске: 100. островском пуку, Учевном батаљону, а похађао је Николајевску генералштабну академију у Петрограду (1865—67).
Био је ожењен Персидом, ћерком Димитрија Матића. Имали су синове Милоша и Велизара официре, Станиславу удату за санитетског пуковника др Романа Сондермајера (њихов син је пуковник Тадија Сондермајер и Станислав Сондермајер), Драгицу удату Тошковић, Спасенију удату за капетана Ђорђа Ристића и Љубицу удату за пуковника Михаила Наумовића.

## Официрско напредовање
У чин поручника унапређен је 30. августа 1862. године. Капетан 2. класе је постао 1. јануара 1872, а капетан 1. класе 27. априла 1873. Мајорски чин је стекао 10. марта 1876. а потпуковнички чин 10. новембра 1876. Пуковник је постао 21. маја 1881, а генерал уочи смрти, 18. октобра 1893. године.

## Војна служба
По завршеној Артиљеријској школи, првим распоредом одређен је за водника у 2. батаљону Стајаће војске. Од 5. фебруара 1867, после повратка из иностранства одређен је на службу у Општевојно одељење Министарства војног. Генералштабни официр Београдске окружне војске био је од 4. марта 1868. године. Фебруара 1869, ради набавке шињела за српску војску, послат је у Русију. За главног интенданта целокупне војске постављен је 10. маја 1876, а 22. новембра исте године премештен је за начелника Економског одељења Министарства војног. Од маја 1876. био је и члан Тајног војног савета. У децембру 1877. постављен је за начелника Штаба Шумадијског корпуса, а октобра 1878. за начелника Штаба Шумадијског кора. Септембра 1879, са групом официра, учествовао је у међународној комисији при обележавању нове државне границе. Командант бригаде Стајаће војске био је од 8. априла 1881. до 27. октобра следеће године. Потом добија дужност предавача у Војној академији, а у фебруарау 1883. био је постављен за референта пешадије Команде Активне војске. Од печетка 1885, у два наврата одређиван је за нчелника Историјског одељења Главног генералштаба. Најпре од јануара 1885, а затим од марта 1886. године. У међувремену, од новембра 1885. до краја фебруара 1886. поново је био на дужности главног интенданта целкупне војске. У главном генералштабу, од 4. марта 1887. године био је начелник Операцијског одељења.
Први пут министар војни постао је у кабинету Саве Грујића, у времену од 22. фебруара. до 16. марта 1890. године. Затим је, кратако, поново био на месту управника Војне академије. Са овог положаја, по други пут, понео је портфељ министра војног. Било је то у кабинету Николе Пашића, од 21. марта 1892. до пада ове владе, 9. августа исте године.

## Војна академија и друге дужности
Највећи део Ђурићеве караијере био је посвећен Артиљеријској школи, односно Војној академији. Од 1. новембра 1869. до смрти, 19. октобра 1893, са ратним прекидима, био је хонорарни и редовни професор. Предавао је: тактику, администрацију, генералштабу службу, егзерцирна правила и правила службе. За многе од ових предмета написао је и уџбенике. Димитрије Ђурић био је чак три пута управник ове установе (од октобра 1887. до фебруара 1889; од октобра 1891. до марта 1892, и од августа 1892. до дана смрти).
Био је и члан многобројних комисија: Комисије за наставу и организацију војске, Комисије за нову формацију восјке и члан многобројних испитних комисија. Годинама је био члан Војногкасационг суда, а у време тимочке буне, 1883, председник Војнодисциплинског суда. Будућем краљу Александру Обреновићу држао је приватну наставу из области стратегије. Био је члан Српског ученог друштва, а од 1892. члан Српске краљевске академије наука. Од свих генерала, остаће упамћен као генерал са најкраћим генералским стажом, јер је чин носио само један дан.

## Одликовања

### Домаћа одликовања
- Орден Таковског крста са мачевима 3. реда
- Орден Таковског крста 2. и 5. реда
- Орден Св. Саве 3. реда
- Сребрна медаља за храброст
- Споменица рата за ослобођење и независност 1876—1878.
- Споменица на рат 1885.

### Инострана одликовања
- Орден Св. Станислава 3. реда, Русија
- Орден Св. Ане 4. реда, Русија
- Орден за незавност, Црна Гора

## Дела
Написао је више војних састава, од којих су најзначајнији:
- Тактика (у три дела)
- Стретегија (по Лêру)